# Erhvervsstyrelsen
Erhvervsstyrelsen er en styrelse under Erhvervsministeriet.
Styrelsen blev dannet den 1. januar 2012 ved en sammenlægning af Erhvervs- og Selskabsstyrelsen, med dele fra Erhvervs- og Byggestyrelsen, samt It- og Telestyrelsen.
Arbejdsområderne er erhvervsudvikling og -regulering, samt virksomhedsregistrering. 1. november 2017 afløste Katrine Winding Betina Hagerup som direktør for styrelsen.
Fra 2011 til 2015 varetog styrelsen også opgaver vedrørende tele- og internetregulering, men de opgaver blev i 2015 flyttet til Energi-, Forsynings- og Klimaministeriet.

## Ændringer i 2015
Da Miljø- og Fødevareministeriet blev oprettet den 28. juni 2015, afgav det hidtidige miljøministerium en række planlægningsopgaver til ’’Erhvervsstyrelsen’’ under Erhvervs- og Vækstministeriet. Det drejede sig bl.a. om rammene for et områdes fysiske udvikling (planloven), men også om sommerhuse, campering og kolonihaver.
Samtidigt blev de socialøkonomiske virksomheder overflyttede fra Social- og Indenrigsministeriet til Erhvervsstyrelsen.
Desuden fik Erhvervsstyrelsen nogle opgaver fra Ministeriet for By, Bolig og Landdistrikter. Dog blev selve boligpolitikken overtaget af andre ministerier.
Til gengæld afgav Erhvervsstyrelsen en række områder til Energi-, Forsynings- og Klimaministeriet. Det drejede sig bl.a. om tele- og internetregulering, herunder elektroniske kommunikationsnet og -tjenester (teleloven) samt om spredning af radio- og TV- signaler (masteloven). 

## Datalæk hos Erhvervsstyrelsen
D. 29 januar 2021 rapporterede Erhvervsstyrelsen om et data læk med over 150.000 danske CPR numre og beskyttede adresser. Erhvervsstyrelsen gav ved en fejl alle med API-adgang til cvr.dk adgang til de personfølsomme oplysninger, og i 48 timer fra d. 27 januar til d. 29 januar var de personlige informationer offentlige tilgængelige. Erhvervsstyrelsen havde ikke umiddelbart en løsning på problemet, og valgte, at lukke hele deres hjemmeside cvr.dk ned i flere dage for at komme problemet til bunds. Sagen er overdraget til Datatilsynet som har bedt Erhvervsstyrelsen om mere information samt informationer om hvor længe dataene fra tilgængelig og hvilke metoder de vil tage i brug for, at det ikke sker igen.
Erhvervsstyrelsen blev opmærksom på problemet da en anonym virksomhed tippede dem d. 29 januar. Der gik uge før Erhvervsstyrelsen sendte en pressemeddelelse ud med konsekvenser om bruddet samt foranstaltninger for at afhjælpe bruddet.